# Sinagoga de Belgrado
La Sinagoga de Belgrado (en serbio: Београдска синагога / Beogradska sinagoga) es actualmente el único lugar de culto judío en plena actividad en Belgrado, a diferencia de otras sinagogas en toda la ciudad que no están activas. Está situada en la zona centro de Belgrado, cerca de la plaza Obilićev Venac y el centro de la calle Knez Mihailova, en Serbia.
El monumento de cultura, la Sinagoga Sukat Shalom representa un importante testimonio histórico-cultural de la vida de la comunidad judía en Belgrado y en Serbia. Por un lado, el valor histórico-cultural del edificio proviene de su función religiosa, teniendo en cuenta que se trata de un único auténtico edificio religioso de la comunidad judía en Serbia todavía activo y uno de los escasos edificios de la arquitectura de sinagogas conservado en Serbia. Por otro lado, el edificio tiene un valor urbanístico-arquitectónico siendo un ejemplo representativo de la arquitectura del academicismo y de la obra de un arquitecto importante y prolífico.  

## La historia de la sinagoga
La historia documentada de los judíos en Belgrado se puede seguir desde la ocupación turca de Belgrado en 1521. Ya durante los mediados del siglo XVI va en aumento la población judía sefardí. En las crónicas de los años 1567 y 1573, se hace mención de varias congregaciones y tres sinagogas. A lo largo del siglo XVII la comunidad judía se asienta cerca de la orilla del Danubio, en el área que los turcos denominaban Jalije. Solo desde el comienzo de la constitución del estado independiente serbio, las condiciones de vida de los judíos empezó a mejorar para que, después del Congreso de Berlín, llegaran a conseguir pleno derecho de ciudadanía.
La historia de la población y de la vida de los judíos Asquenazí en el territorio de la ciudad de Belgrado comienza ya durante el siglo XVIII pero su número aumenta considerablemente a mediados del siglo XIX y en la primera mitad del siglo XX. El 1 de octubre de 1869 se fundó un municipio independiente de los asquenazíes en Belgrado. También fue promulgado “El reglamento de la congregación religiosa de los judíos Asquenazí” (así se llamaba el municipio en proceso de creación) de veinte puntos, en los que se establecía la fundación de un colegio y un templo oratorio. El gobierno de la Villa aprobó este reglamento, fundando oficialmente el nuevo municipio de los asquenazíes en Belgrado. Al principio se utilizó un edificio alquilado en la calle Kosmajska (en la actualidad la calle Maršala Birjuzova) para actividades religiosas, administrativas, culturales y demás asuntos del municipio. La idea de erigir un edificio nuevo y más funcional, así como las actividades de recolecta de donativos para la construcción de la sinagoga asquenazí se realizan poco antes de la Primera Guerra Mundial. No obstante, la construcción de la sinagoga comenzó solo después de la guerra con la puesta solemne de la primera piedra el 15 de junio de 1924, cuando se colocó también la carta constitutiva en pergamino, firmada por el rey Aleksandar y la reina Marija. Asistieron a esta celebración representantes del rey y del gobierno del Reino de los Serbios, Croatas y Eslovenos, representantes de los municipios judíos, de varias corporaciones del Reino, el presidente del Parlamento Nacional al igual que el rabino supremo Dr. Alkalaj.

## Arquitectura

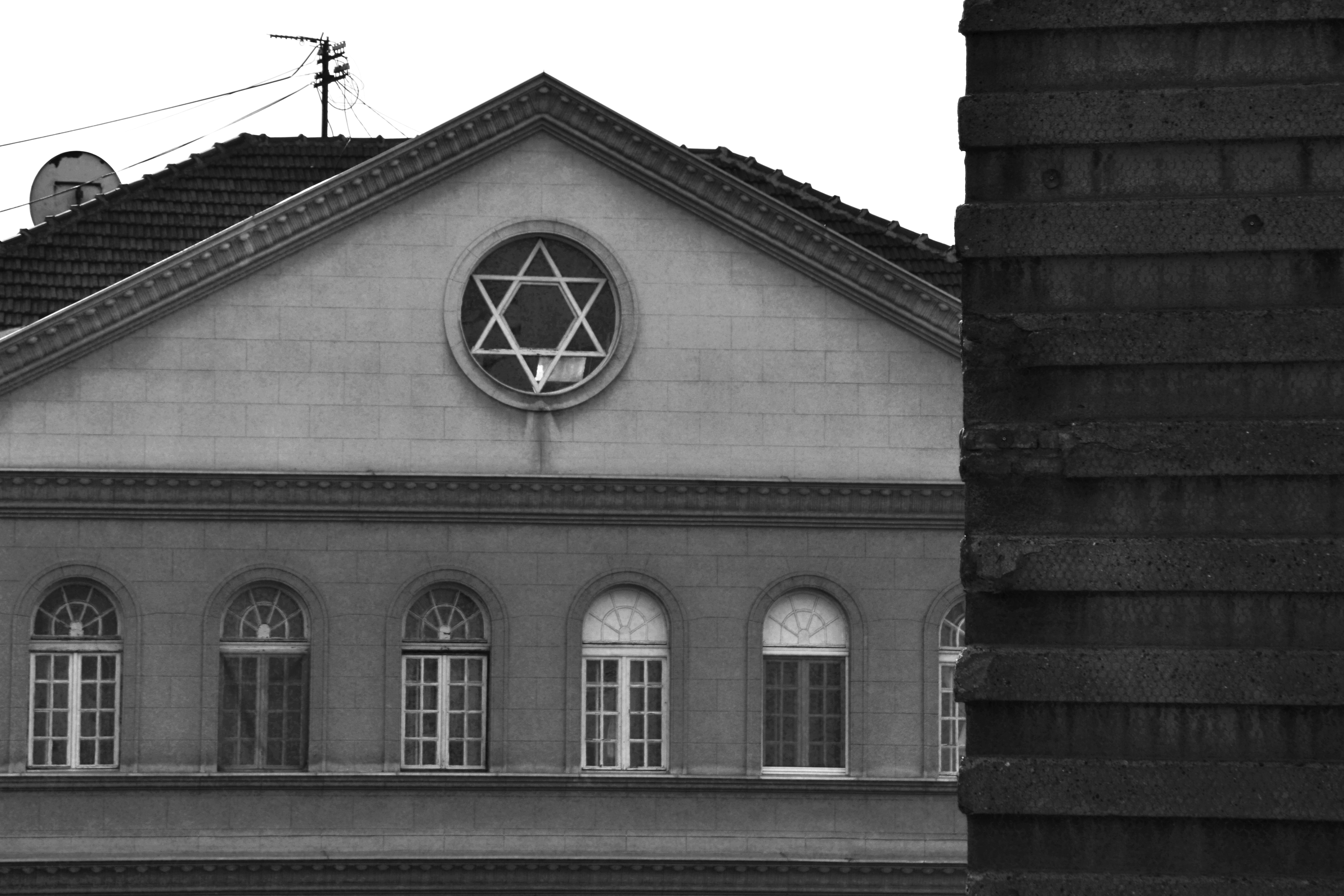
El escudo de David

El plan de la construcción fue aprobado en 1923 y ejecutado entre el 15 de mayo de 1924 y el 27 de noviembre de 1929. Durante el período de 1924 a 1929 el edificio de la Sinagoga  se terminó de construir de acuerdo con el proyecto del arquitecto Franjo Urban, con la participación de Milan Šlang. En el año 1929 se realizaron reformas subsiguientes  del interior siguiendo el proyecto del arquitecto Milutin Jovanović. Hasta 1941 el inmueble sirvió como sede de la Congregación serbio-judía de rito asquenazí. Durante la ocupación nazi de Belgrado, 1941-1944, su auténtica función fue profanada al ser convertida en prostíbulo; al terminar la guerra volvió a ser utilizada como sinagoga destinada a ambas congregaciones religiosas de los judíos belgradenses.
El edificio de la Sinagoga fue concebido en estilo de la arquitectura del academicismo, prevaleciendo los elementos del Neo-renacimiento. En su alzado consta de semisótano, planta baja, galería en la planta baja y dos pisos. El interior tiene usos múltiples, sirve para varias actividades de la comunidad judía: religiosas, culturales, educativas, administrativas y residenciales. Esta concepción multiuso está basada en el contexto religioso y social de la sinagoga, que debe reunir tres funciones básicas: un sitio de culto de la congregación judía, un lugar destinado a la educación y a las reuniones de la comunidad judía. En el semisótano está la cocina kosher con comedor y dependencias de servicio. El espacio central de la planta baja con galería es fundamental por su importancia simbólica y religiosa, un lugar destinado al culto. A los lados, separados del espacio religioso por un tabique, se ubican las oficinas, el aula y la sala de conferencias. En la primera y segunda planta se encuentran viviendas. El espacio oratorio está dividido por dos filas de columnas que sostienen la galería. La fachada frontal está concebida de manera armoniosa y simétrica resaltando el frontón del tejado en cuyo óculo se encuentra el escudo de David - la estrella de seis puntas. La parte central de la fachada la ocupan cuatro ventanas alargadas y acabadas en forma semiesférica, que se extienden por la zona de la planta baja y  de la galería. La zona de la primera planta está separada de la zona inferior por una hilada saliente poco profunda y sencilla. La fachada de esta zona está retirada respecto a las zonas inferiores formando así una terraza abalaustrada. A nivel de la fachada de esta zona están regularmente distribuidos cuatro vanos semiesféricos. De acuerdo con el proyecto original de 1923, entre estas aberturas se colocaron medallones decorativos. La segunda planta tiene una disposición más sencilla con ocho ventanales semiesféricos y se separa de la primera por una hilera saliente decorativa. Aparte de los elementos arquitectónicos mencionados, que proporcionan el efecto de una equilibrada horizontalidad, la verticalidad se enfatiza con dos resaltes laterales en la primera planta en forma de torrecillas aliviadas por las aberturas arqueadas trilaterales. Estas torrecillas recuerdan claramente la forma de fortificación y la función del templo original de Salomón. También representan un motivo recurrente en la arquitectura de sinagogas simbolizando a  Jachin y Boaz, las columnas del Templo de Salomón. El definitivo énfasis de la verticalidad se consiguió con el frontón triangular por encima de la segunda planta. La impresión general del carácter solemne y ceremonial de la Sinagoga se resalta por una escalera de acceso trilateral en la zona del semisótano y la planta baja, decorada con una barandilla simple y dos candelabros. En la creación estilística y espacial de la escalera se nota la reminiscencia del clasicismo francés, es decir de la fachada norte de El Pequeño Trianón en Versalles.
En la creación arquitectónico-estética de las fachadas, el papel representativo se concedió a la fachada frontal que está diseñada de manera armoniosa y equilibrada.  El acento decorativo se sitúa en el frontón en cuyo óculo se encuentra el escudo de David – la estrella de seis puntas. La verticalidad se resalta con las ventanas alargadas y arqueadas en la zona ritual de la Sinagoga, al igual que mediante los resaltes laterales con torrecillas que flanquean la parte central de la fachada.
El oratorio destinado al culto religioso es a la vez la parte central y esencial de la sinagoga. El Hejal de la sinagoga Sukat Shalom tiene forma longitudinal y está situado en la zona de la planta baja y la galería. Está orientado en dirección este-oeste y dividido por dos hileras de columnas octogonales con capiteles decorativos. Estas columnas, que al mismo tiempo poseen la función estética, simbólica y constructiva soportan la galería. El techo  está formado por casetones y  está decorado con  bordeado floral. La parte más sagrada y a la vez más decorada es el Aron Ha-Kodesh situado en la pared oriental del templo. En él se conservan los rollos de los libros sagrados de las toras de los asquenazíes y los sefardíes y la Biblia del Antiguo Testamento. A ambos lados de esta zona se sitúan dos columnas, iguales que las columnas del Hejal, solo seccionadas de manera circular. Ellas sostienen un gran cubo de mármol que simboliza el Arca del Convenio con el decálogo de Moisés. Estos elementos arquitectónicos decorativos datan del período de la reconstrucción de los monumentos de cultura, después de la Segunda Guerra Mundial, ya que el interior, durante la ocupación, fue completamente destruido, salvo la distribución de los espacios.
En cuanto a su disposición urbanística el edificio de la Sinagoga es una construcción autónoma situada al fondo del terreno lo que parcialmente dificulta las vistas desde la calle. Esta disposición se debe ante todo al esquema urbanístico del área colindante históricamente caracterizada por el trazado irregular de las calles y solares alargados.

## Literatura
- Ignjat Šlang,“ Jevreji u Beogradu“ (in Serbian), Belgrade  1926.
- Nebojša Jovanović, „Pregled istorije beogradskih Jevreja do sticanja građanske ravnopravnosti, Zbornik 6. Jevrejskog istorijskog muzeja“ (in Serbian), Belgrade  1992. page 115 – 166.
- Divna Đurić Zamolo,“ Arhitektura i građevinarstvo Jevreja u Beogradu, Zbornik 6. Jevrejskog istorijskog muzeja“ (in Serbian), Belgrade  1992. page 236-238.
- Dr Harijet Pas Frajdenrajh, „Jevreju u Beogradu između ratova, Zbornik 6. Jevrejskog istorijskog muzeja“ (in Serbian), Belgrade  1992. page 365 - 371.
- Mr Nebojša Popović, „ Jevreji u Srbiji 1918 – 1941“ (in Serbian), Belgrade  1997.
- Ženi Lebl, „Do konačnog rešenja, Jevreji u Beogradu 1521-1941“ (in Serbian), Belgrade  2001.
- John Wilkinson, From Synagogue to Church - The Traditional Design, New York, 2002.